# Vianos
Vianos község Spanyolországban, Albacete tartományban. Lakosainak száma 320 fő (2024).

## Földrajza
Vianos Alcaraz, Bogarra, Salobre, Villapalacios, Riópar, Cotillas, Villaverde de Guadalimar, Yeste és Siles községekkel határos.

## Népesség
A település lakosságának változását az alábbi diagram mutatja:
| Lakosok száma | 496  | 457  | 447  | 433  | 414  | 389  | 368  | 346  | 327  | 320  |
|               | 2001 | 2004 | 2006 | 2009 | 2011 | 2014 | 2016 | 2019 | 2021 | 2024 |